# Klippdocka (skulptur)

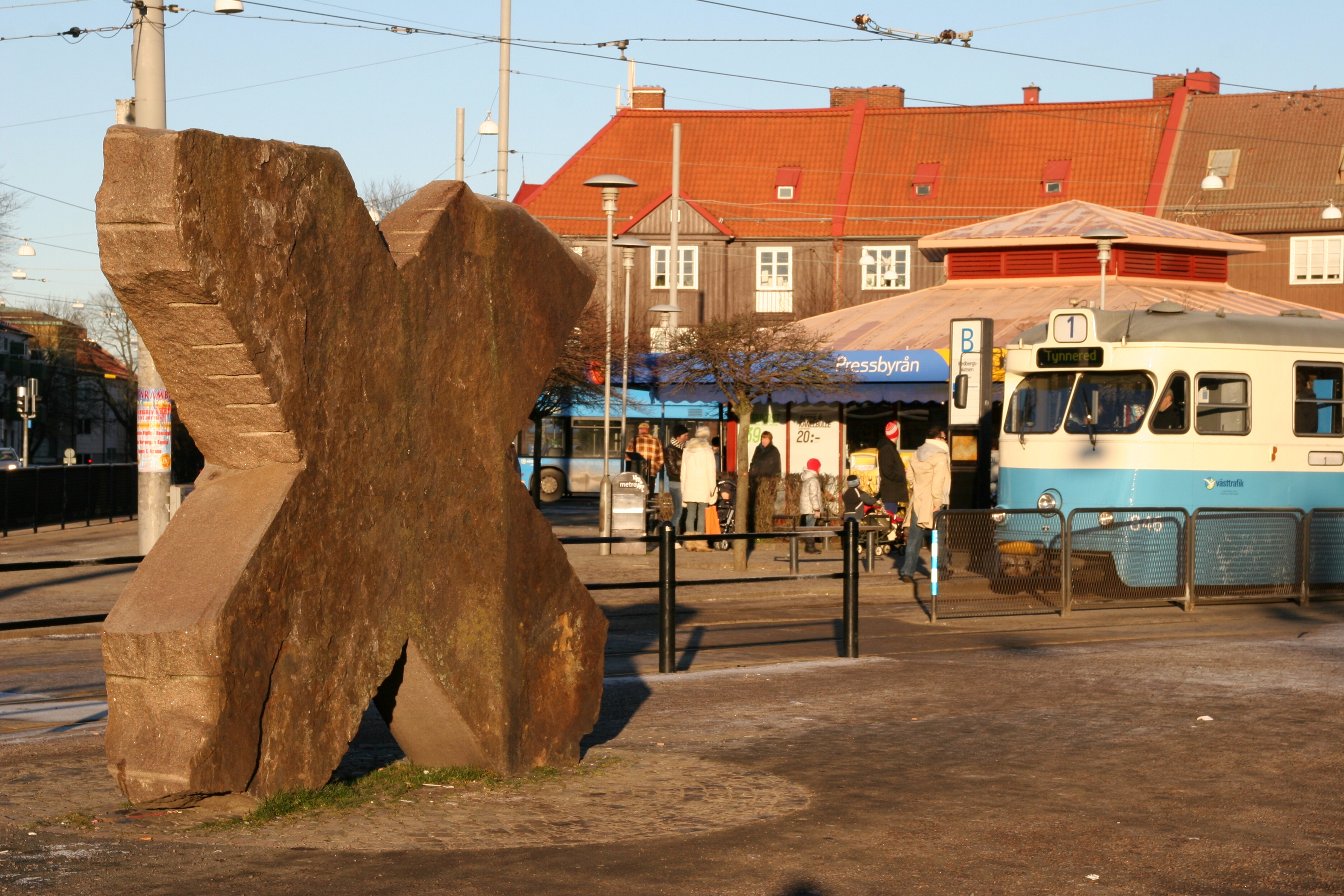
Skulpturen Klippdocka på Redbergsplatsen

Klippdocka, är en skulptur i granit som står på Redbergsplatsen i Göteborg, skapad av Leo Pettersson 1995.
En andra version av samma konstverk står vid Röda sten konsthall där den placerades 1997 i samband med konstnärens utställning Kub.